# イシク・クル

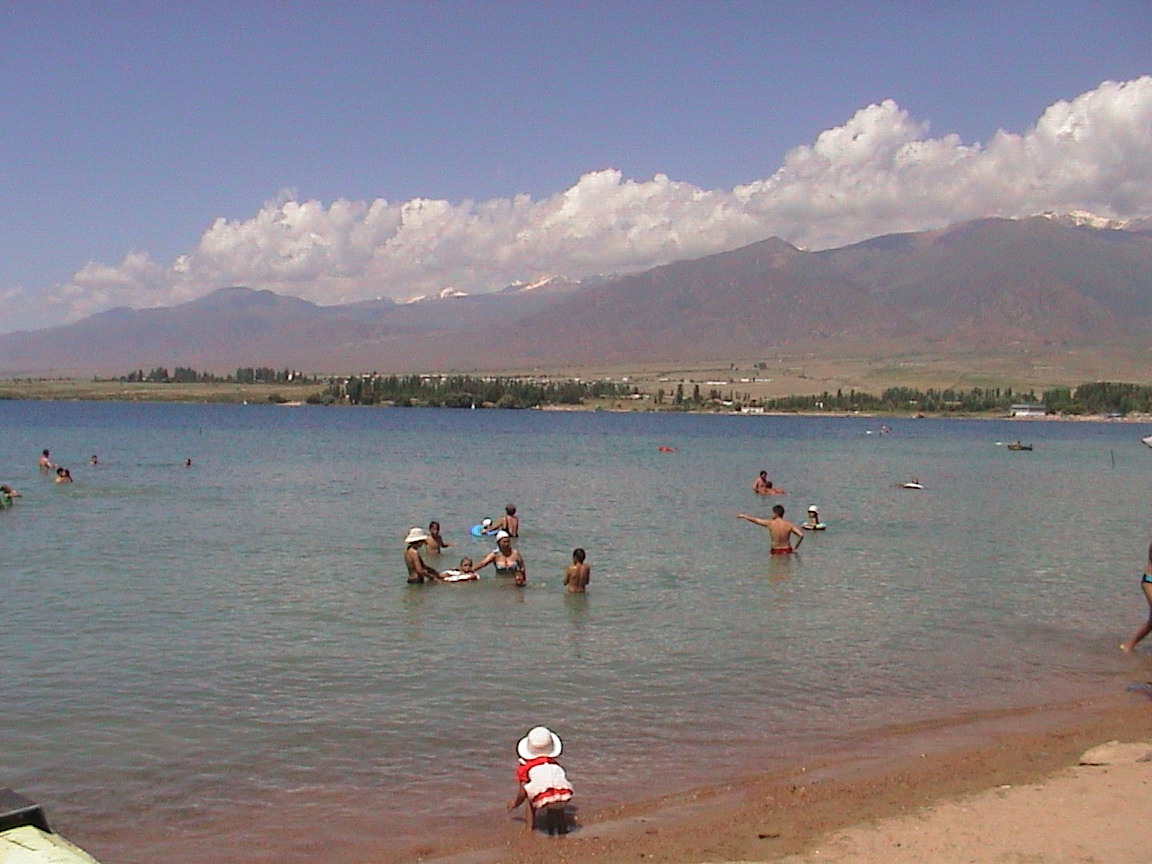
イシク・クルの浜

イシク・クル（ウイグル語: Йсйк-Көл、キルギス語: Ысык-Көл、ロシア語: Иссык-Куль）は、天山山脈の北、キルギスの北東に在る内陸湖。イシク湖、イシククル湖、イスィククリ湖などとも表記される。同国最大の面積をもつ。イシク・クル州に位置しており、この湖の北岸はイシク・クル地区と呼ばれている。
古称は熱海（呉音：ねつかい、漢音：ぜつかい）。唐代の詩人岑参は陰山の若者から聞いた話を「側聞陰山胡児語、西頭熱海水如煮。海上衆鳥不敢飛、中有鯉魚長且肥」と「熱海行送崔侍御還京」で詠んでいる。

## 概要
長さ182 km、幅60 km。面積は6,236 km2。周囲は688 kmで、琵琶湖の9倍。最大深度は668 m。標高は1,606 mという高地にある。周囲から流れ込む河川は存在するが、イシク・クルより流出する河川は認められない。塩分濃度は0.6 %程度である。透明度は20 mを超える。数少ない古代湖の一つであり、世界で2番目に大きい高山湖である。
標高が高く、冬季は厳寒の気候であるが、夏の水温は20度、冬の水温は3度程度であり、塩分濃度が比較的低いにも拘らず、冬でも結氷しない。原因は不明だが、これは湖底から温泉が湧き出ているためという説がある。
イシク・クル周辺には多数の鉱山が存在し、また、ソビエト連邦時代の湖畔には魚雷の試験場があったため、外国人の立ち入りは禁じられていた。しかし、キルギスが独立した後、湖は貴重な観光資源として活用が行われている。
昔の文献によると、この湖には少なくとも16世紀頃までは島が有り、更にその島には城が存在していたという事だが、今はその面影は全く無い。湖底には、多数の遺跡が水没している事が確認されている。湖畔の砂浜には陶器など、湖底遺跡から流れ着いたものが打ち寄せることが有る。なぜ遺跡が存在するかは未だに謎である。この件に関しては何度か潜水調査が行われ、遺跡は1つではなく、様々な時代の遺跡が水没している事が判明した。その内の1つに、かつて湖畔に存在したという烏孫の赤谷城がある。
毎年冬にカオジロオタテガモを含む最大70,000羽の渡り鳥が渡来し、湖中には7種の固有種を含む28種の魚類が生息している。2001年にユネスコの生物圏保護区に、2002年にラムサール条約にそれぞれ登録された。ソ連時代の1976年にもラムサール条約に登録されたが、1990年7月4日にモントルーレコードに追加された。